# Nicolas Sténon
Pour les articles homonymes, voir Stensen.
Niels Stensen (latinisé en Nicolas Steno, en danois : Niels Steensen (ou Stensen), en français Nicolas Sténon, en anglais : Nicolas Steno et en italien : Niccolò Stenone) est un anatomiste, géologue et évêque danois, né le 11 janvier 1638 à Copenhague et mort le 26 novembre 1686 à Schwerin en Allemagne. Il fut l'un des premiers à formuler des principes en géologie, branche alors peu connue des sciences naturelles. Le plus connu d'entre eux est le principe de superposition, d'après lequel la couche supérieure d'une succession sédimentaire est toujours plus récente que les couches sous-jacentes, à moins de remaniements ultérieurs.
Sa vie est en grande partie marquée par son conflit personnel entre les explications religieuses des phénomènes naturels ayant cours et les découvertes scientifiques qu'il fit en ce domaine. Il est déclaré bienheureux par Jean-Paul II le 23 octobre 1988. Sa devise était : « Exactitude de l'expérience, résultats reproductibles ».

## Vie et découvertes
Nicolas Sténon est le fils d'un orfèvre de Copenhague.
Après avoir terminé ses études universitaires à Copenhague, Sténon voyagea en Europe. Il aurait aimé voyager toute sa vie. Pendant ses voyages, il entra en contact avec des médecins et des scientifiques renommés, surtout aux Pays-Bas, en France et en Italie.
En 1660, il commença l'étude de la médecine à Leyde, qui passait alors pour le centre de la connaissance médicale en Europe, sous la direction de Blasius. Maxime Rovère le présente comme le compagnon intellectuel de Spinoza pendant ses années à Leyde et Amsterdam. Il fit notamment sa première découverte anatomique, le canal parotidien, renommé plus tard « canal de Sténon » en hommage à son travail.
En 1664, il se rend à Paris où il suit les leçons de chimie de Pierre Borel. En 1665, devant une assemblée de savant, il prononce son célèbre Discours sur l'anatomie du cerveau. Après un séjour de deux ans en France, Sténon se rend à Vienne, puis en Hongrie, et retourne en Italie, à Florence. Par ses études anatomiques, il attira l'attention du grand-duc de Florence, Ferdinand II de Médicis. Ferdinand lui octroya un poste à l'hôpital, ce qui lui laissa peu de temps pour ses études propres. De plus, il fut élu à l'Accademia del Cimento, un groupe de chercheurs inspirés par les approches scientifiques de Galilée.
Ses études en anatomie portaient sur le système musculaire et la manière dont la contraction musculaire s'opérait. Il utilisa la géométrie des muscles pour montrer qu'un muscle en contraction changeait bien de forme, mais non de volume.
En 1669, étudiant des cristaux de quartz d'origines et de formes différentes, il remarqua que leurs faces forment toujours les mêmes angles entre elles. Cette découverte fut reprise par Jean-Baptiste Romé de L'Isle et généralisée à l'ensemble des cristaux, marquant le début de la cristallographie moderne.
Pendant son séjour à Florence Nicolas Sténon, déjà ébranlé à Paris par l'éloquence de Bossuet, se met à lire les livres catholiques et, en 1669, il abjure publiquement la religion luthérienne.

## Recherche en anatomie
Nicolas Sténon, avait dans sa jeunesse montré des prédispositions pour les mathématiques, mais ce sont des considérations économiques qui l'on finalement amené à la médecine ; À l'Université de Copenhague, Sténon sous la direction de Thomas Bartholin (1616-1680) se familiarise avec les découvertes anatomiques les plus récentes, notamment la circulation sanguine de William Harvey (1578-1657) et les vaisseaux lymphatiques par Bartholin lui-même. Il est aussi proche du naturaliste Simon Paulli, et de Ole Borch, professeur de botanique et chimie. Durant le siège de Copenhague de 1659, il lit l'ouvrage que Jean Pecquet (1622-1674) a écrit en collaboration avec les mathématiciens français Gilles Personne de Roberval (1602-1675) et Adrien Auzout (1622-1691), le Experimenta nova anatomica de 1651; ainsi que la description originale et longue de la philosophie mécanique et atomistique de Pierre Gassendi(1595-1655); un manuscrit daté de 1659 montre de plus qu'il est familier de l'œuvre de Bacon (De augmentis et dignitate scientiae), Galilée, Descartes, Regius, Sennert, Kircher et Borel. C'est armé de cette importante culture scientifique qu'il se réfugie aux Pays-Bas.
Aux Pays-Bas dès 1660, il acquiert une solide réputation d'anatomiste. À Amsterdam d'abord, il suit les cours d’anatomie de Gerhard Blasius (1625-1682) ; à Leyde ensuite, il rencontre les médecins Sylvius (Franciscus de le Boë, 1614-1672) et Johannes Van Horne (1621-1670), de vieux amis de Bartholin. L'enseignement de Sylvius à l'Université de Leyde a influencé directement ou indirectement la plupart des anatomistes célèbres de la seconde moitié du XVIIe siècle, et Leyde a progressivement remplacé Padoue comme principal centre européen de formation médicale. Sous la direction de Sylvius et Bartholin, Sténon fait le plus gros de ses observation sur le conduit parotidien (ou conduit de Sténon, découverte qui lui sera disputée par Gerhard Blasius) et les glandes salivaires, et publie en 1661 son premier ouvrage d’anatomie, l’Anatomica disputatio de glandulis oris, à une époque où les études sur les glandes émergeaient comme un nouveau domaine de recherche anatomique,. Il fait suivre ce premier ouvrage par ses Observationes anatomicae de 1662 qui ajoute les glandes lacrymales et nasales,. À Leyde, il côtoie aussi Theodor Kerckring (de) et se lie avec Spinoza, Reinier de Graaf et Jan Swammerdam.

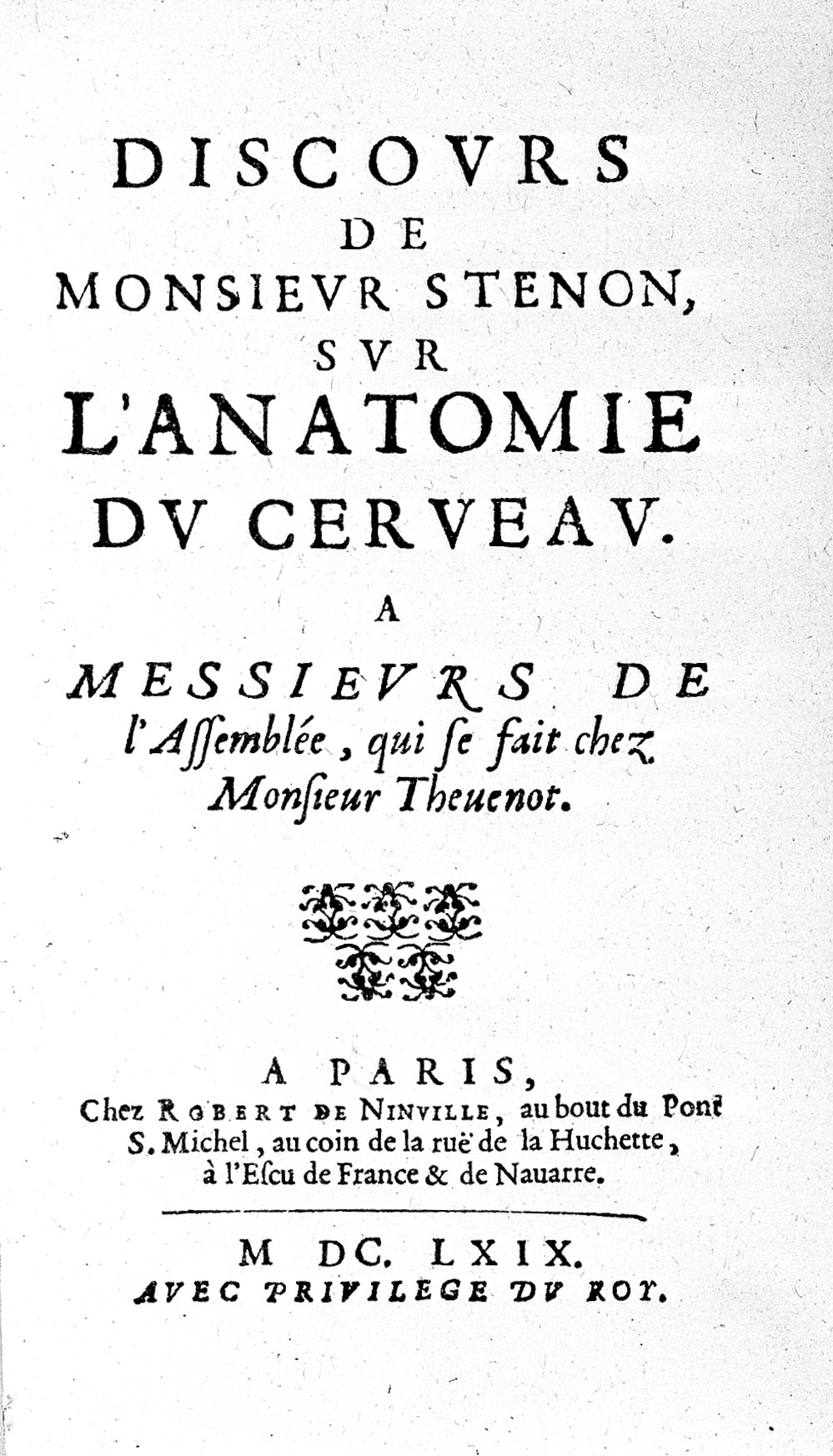
Couverture du Discours sur l'anatomie du cerveau, publié en 1669.

Sténon séjourne à Paris de novembre 1664 à septembre 1665; il y reçoit le patronage de Melchisédech Thévenot (1620-1694), homme riche et intéressé par la science, et éminence grise derrière la fondation de l'Académie des Sciences de Paris en 1666. Les maisons de Thévenot à Paris et à Issy étaient ouvertes aux scientifiques de passage, parmi lesquels se trouvaient l'ami de Sténon de Leyde, le naturaliste néerlandais Jan Swammerdam; période insouciantes pour les deux amis, ils sont également rejoints par le chimiste et médecin Ole Borch. Le carnet de voyage de Borch renseigne sur les milieux scientifiques dans lesquels Sténon évolue ; parmi les témoignages du voyage de Sténon figurent aussi quatre lettres à Sténon d'un membre fondateur de l'Académie de Paris, Jean Chapelain, 83 ans ; et des lettres du médecin André Graindorge, qui fut témoin des dissections de Sténon et en rendit compte au futur évêque de Caen, Pierre-Daniel Huet, écrivain anticartésien.

Le Discours sur l'anatomie du cerveau est le discours célèbre que Sténon prononce à Paris devant l'Académie Melchisédech Thévenot début de l'année 1665, publié ensuite sous ce nom, probablement à partir de 1665, principalement à partir de 1669, et qui va orienter la recherche neuroscientifique pour les années qui suivent. Sténon y rejette les anciennes spéculations sur les esprits animaux et critique les parti-pris de René Descartes et de ses disciples, qui, en dépit d'une connaissance médiocre de l'anatomie du cerveau, avaient élaboré des modèles complexes pour expliquer les fonctions cérébrales. Les choix physiologique de Descartes, leur remise en cause par Sténon dans son Discours ont servi d’argument « a posteriori contre le cartésianisme ». Les critiques ouvertes de Descartes par Sténon ont été à l'origine d'une controverse importante, en 1665, selon les factions connues, Gassendistes contre Cartésiens : les Gassendistes adoptant l'empirisme et l'atomisme de Démocrite et d'Épicure, et critiques contre la métaphysique et le rationalisme de la faction cartésienne émergente. Dans une partie perdante, dans cette grande bataille philosophique, Sténon a été utilisé par des amis qui faisaient partie principalement des gassendistes encore dominants.

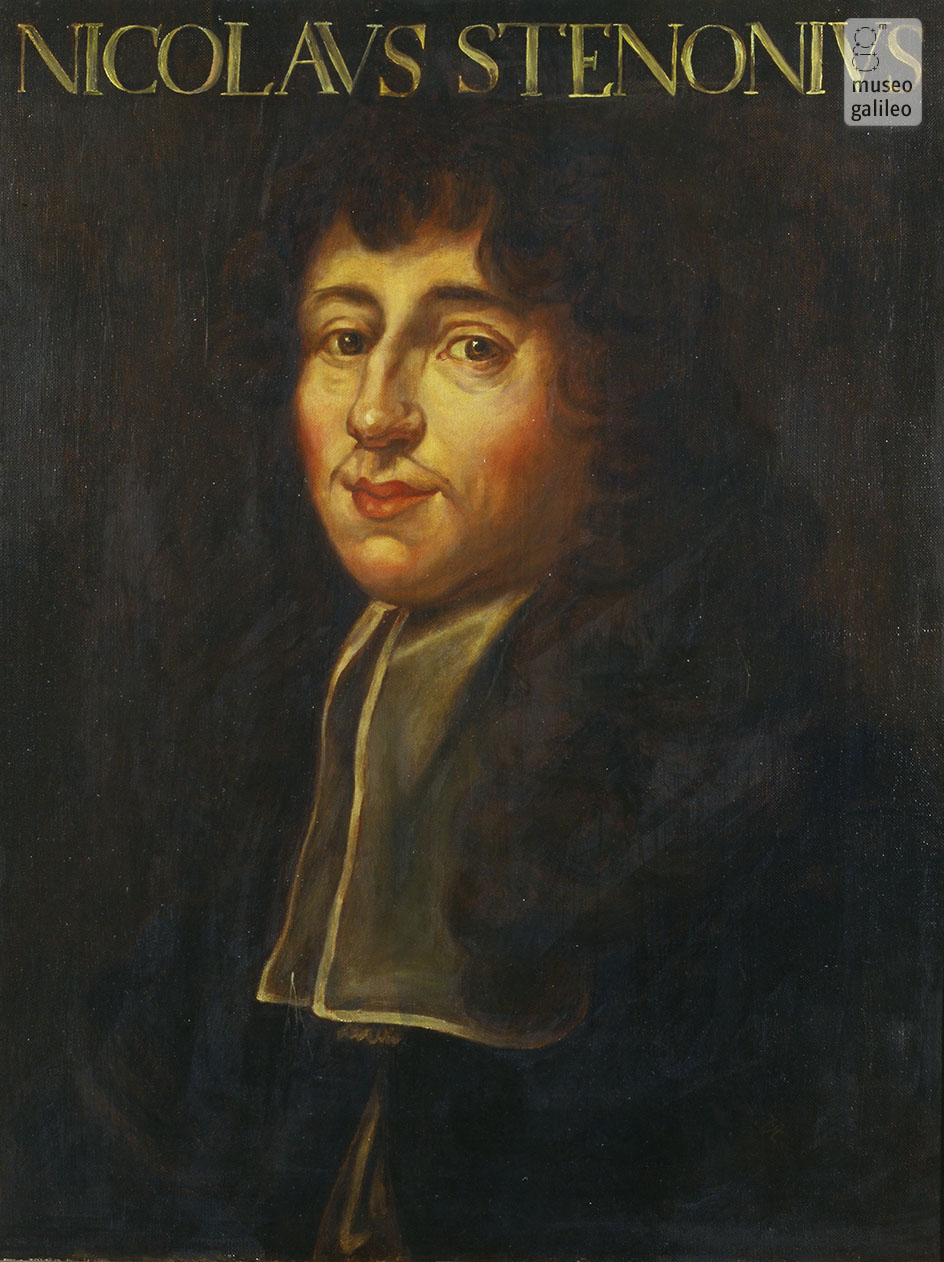
Nicolas Sténon, issu de la série de portraits d'hommes distingués associés à la cour de Ferdinand II et de Cosme III. Non signé par Justus Sustermans. Probablement peint entre 1666 et 1677.

Sténon va d'autre part dans son discours dessiner les contours d'un programme de recherche plus large, pour faire de l’anatomie une véritable science médicale. Sténon a affirmé que les études anatomiques devaient être libres et non liées à des contraintes préétablies. Il a notamment appelé à des méthodes de dissection appropriées et à des illustrations précises. Ses propres études anatomiques minutieuses lui ont permis de décrire avec précision de nombreuses structures cérébrales.
Sténon quitte Paris à l'automne 1665, pour entamer un voyage vers le sud à travers la France. À Saumur, il rencontre Louis de La Forge, philosophe cartésien et illustrateur de la première édition française du Traité de L'Homme en 1664. Sténon passe aussi quelques mois à Montpellier, où il rencontre des scientifiques anglais itinérants, parmi lesquels William Croone (en), qui avait publié l'année précédente à Londres, anonymement, un livre sur la contraction musculaire, le De ratione motus musculorum. Sténon et Croone non seulement discutent des théories de la contraction musculaire, mais Sténon également démontre la structure musculaire par des dissections,. Appuyé par Thévenot dont il fournit une lettre de recommandation à l'adresse du grand-duc de Toscane, il devient à Florence, le médecin personnel de Ferdinand II de Médicis, puis membre de l’Accademia del Cimento. Il sillonne l’Europe, entrant en contact avec des philosophes, dont Baruch Spinoza et Gottfried Wilhelm Leibniz. Après des travaux pionniers en paléontologie et en géologie, en 1677, Sténon s'est converti du luthéranisme au catholicisme pour devenir évêque et vicaire apostolique en Europe du Nord.

## Recherche en géologie

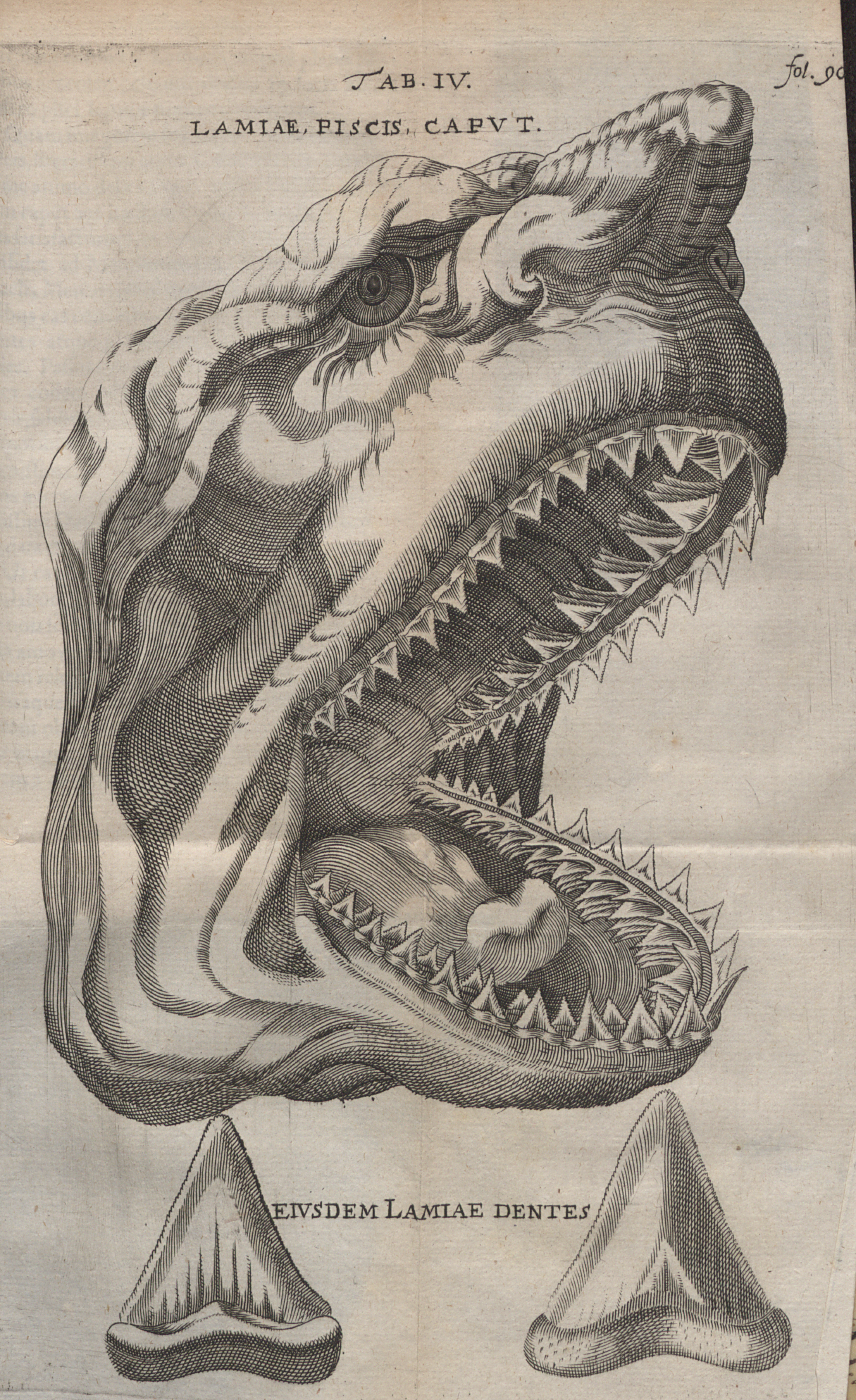
Elementorum myologiae specimen, 1669

En octobre 1666, deux pêcheurs avaient pris dans leurs filets un énorme requin près de Livourne. Sténon en étudia la tête et publia ses observations en 1667 : en étudiant les dents du requin, il avait remarqué qu'elles avaient beaucoup de points communs avec (ce qui s'avéra être plus tard) des dents fossilisées de requins trouvées en montagne. À l'époque on les appelait « glossopètres » ou « pierres de langue ». Pline l'Ancien avait expliqué que ces pierres venaient soit du ciel, soit de la lune ; d’autres encore prétendaient que les fossiles poussaient naturellement dans les roches. Fabio Colonna avait déjà démontré de façon convaincante que les glossopètres étaient des dents de requin, dans son traité De glossopetris dissertatio publié en 1616. Sténon, qui tenait peut-être son intérêt pour le sujet de Thomas Bartholin, ajouta à la théorie de Colonna une discussion sur la différence de composition entre des dents de requins vivants et les pierres de langue, émettant l'idée que les fossiles pouvaient changer de composition, sans que cela ne fût visible extérieurement. C'est pourquoi il peut être considéré comme un des précurseurs de la théorie des particules : la matière est constituée de particules extrêmement petites, qui sont interchangeables.
Au moment des découvertes de Sténon, la définition du mot fossile était différente de celle d'aujourd'hui : tous les objets excavés étaient appelés fossiles, aussi bien les cristaux, les minerais que les restes pétrifiés de vie antérieure (les fossiles dans le sens moderne du mot). Sténon remarqua donc que les roches contenaient des objets qui n'étaient pas formés à l'intérieur de celles-ci, mais qui y étaient inclus pendant leur formation. Cela conduisit à la théorie des processus de sédimentation, que Sténon décrivit en 1669, dans l'ouvrage voulu comme introduction De solido intra solidum naturaliter contento dissertationis prodromus. Étant donné qu'il attacha toujours plus d'importance à la religion qu'à la science, il en resta à cette introduction et n'écrivit jamais un ouvrage complet à ce sujet, bien que cela eût été son intention.

## Principes de Sténon
Sténon formula trois principes (ou lois) qui se sont avérés de grande importance pour la sédimentologie et la stratigraphie.

### Principe de l'horizontalité primaire
En partant de l'hypothèse que toute roche et tout minéral s'y trouvant ont été liquides, Sténon en tira que les couches de roche et les sédiments équivalents ont été formés par le fait que les particules, dans l'eau ou un autre liquide, se déposent au fond. Ce processus devrait donner des couches horizontales qui se suivent. Le principe de l'horizontalité primaire qui en résulte implique que des couches de roches qui ne sont pas (plus) en position horizontale sont le résultat de modifications ultérieures au moment de la sédimentation.

### Principe de la superposition

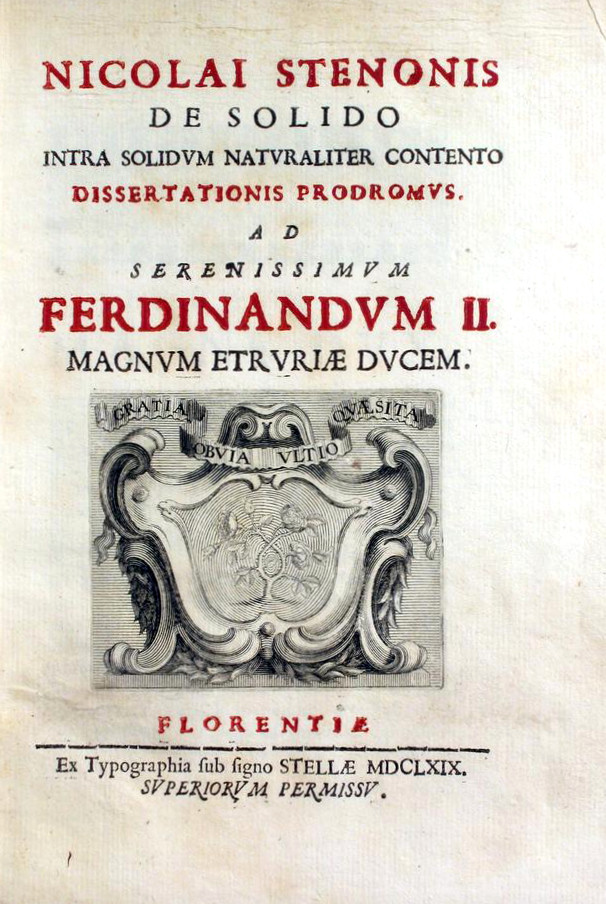
De solido intra solidum naturaliter contento dissertationis prodromus (1669)

Un autre principe que Sténon formula dit que lorsqu'un objet solide est entouré d'un autre objet solide (par exemple un fossile par un sédiment), l'objet englobant prend la forme de l'objet englobé. Sténon en conclut que les fossiles et les cristaux devaient avoir été pétrifiés avant la formation de la roche. Si une « pierre de langue » avait poussé dans une roche, la pierre de langue devait s'être formée suivant la roche, tout comme une racine, qui pousse dans une fissure et la remplit.
Ceci était justement bien le cas des veines et cristaux se développant dans les roches. Sténon en tirait que ces veines devaient être apparues par le fait que des liquides percolaient au travers de la roche. Suivant l'idée que des matières solides englobantes prenaient leur forme d'après les matières englobées, Sténon en arriva au principe de la superposition : les couches les plus récentes devaient être apparues au-dessus des couches les plus anciennes. La Loi de Sténon est donc la suivante : « les couches de roche sont formées successivement, avec les plus anciennes en dessous et les plus récentes au-dessus, à moins que des processus ultérieurs n'aient modifié ce principe. » C'est cette théorie qui donna sa notoriété mondiale à Sténon et qui fit qu'il peut être considéré comme le fondateur de la stratigraphie.
Afin d'expliquer les nombreuses exceptions aux principes de l'horizontalité primaire et de la superposition, Sténon utilisa des exemples tels que les grottes, avec leur érosion d'une partie de la couche sous-jacente et qui lors d'éboulements font que de grandes parts de la roche supérieure se retrouvent sur une partie bien plus ancienne. Ceci était en fait la première description connue d'une disconformité ou (en stratigraphie historique) hiatus (une période de non-sédimentation, lors de laquelle aucun sédiment n'est déposé : il « manque » donc dans une roche une période temporelle).
Il développa aussi l'hypothèse que les roches peuvent être soulevées par des forces souterraines. Maintenant, un phénomène géologique tout à fait normal, mais, à l'époque de Sténon, une idée révolutionnaire. Ceci expliquait pour lui comment l'on pouvait trouver des dents de requins en haute montagne. De même des roches fondues (magma) peuvent constituer une exception à la loi de la superposition par le fait qu'en tant que roche plus jeune, elle peut être formée sous, entre ou au travers de roches plus anciennes.
Cette loi de Sténon parle de temps relatif, étant donné que deux couches de roche horizontales l'une sur l'autre peuvent être formées avec un hiatus de millions d'années (certains sédiments océaniques) ou de seulement quelques heures (dépôts de marées).

### Principe de la continuité latérale

Schéma de la loi de la continuité latérale.

Suivant la troisième loi de Sténon, la loi de la continuité latérale, les couches sédimentaires se suivent en principe latéralement, ce qui veut dire horizontalement. Les processus sédimentaires, en conclut Sténon, ne s'arrêtent pas à l'endroit où sont trouvés les sédiments. C'est ainsi qu'il expliqua pourquoi la même roche se retrouve souvent en forme de collines sur les deux côtés d'une vallée. Entre-temps, dans la vallée, ce sédiment a été érodé.
Maintenant, nous savons que sur une grande échelle, la sédimentation ne doit pas toujours se passer de manière latérale : un bassin sédimentaire n'est pas illimité, mais c'est toujours à l'heure actuelle un principe important de géologie.

## Recherche de la vérité dans la science et la religion
La vision religieuse de Sténon a été fortement influencée par ce qu'il a découvert sur le plan scientifique. Bien qu'il eût reçu une éducation luthérienne, Sténon doutait fortement de ses conceptions religieuses. Après une étude théologique comparative du catholicisme et du luthéranisme à Florence, il en conclut que l'Église catholique est la véritable Église, et il devint catholique en 1667.
Ces conceptions religieuses commencèrent à s'opposer de plus en plus à ses observations scientifiques. Plus particulièrement, la différence entre l'histoire de la création (qui était considérée à l'époque comme le rapport réel de la naissance de la Terre) et la formation des couches de la Terre l'occupa fort.
Lors de son étude de deux cas de roches largement répandues dans les Apennins, Sténon remarqua que les couches les plus profondes ne contenaient pas de fossiles, alors que les couches placées plus haut étaient riches en fossiles. Il expliqua ceci en « datant » les couches inférieures d'avant et les couches supérieures d'après le déluge.
Sténon voyage en Hongrie, en Autriche et arrive à Amsterdam au printemps 1670. Là il retrouve Jan Swammerdam et Reinier de Graaf. Il discute de sujets scientifiques et religieux avec Anne Marie de Schurman et Antoinette Bourignon, dont on retient d'un discours pour le théâtre anatomique de Copenhague en 1673 :
« Merveilleuses sont les choses que l'on voit, bien plus celles que l'on perçoit et plus encore celles que l'on ignore. »
En 1675 il est ordonné prêtre à Florence et devient une grande figure de la Contre-Réforme. Peu de temps après, en 1677, le pape Innocent XI le sacre  évêque de Titiopolis, en Grèce. Après sa rencontre avec Gottfried Wilhelm Leibniz, ce dernier prend position pour la réunification des Églises. Sténon prend la tête des Missions du Nord (érigées par le Saint-Siège en 1622) et œuvre à Hanovre jusqu'en 1680 puis accepte une mission à Münster.
En 1684, Sténon est à Hambourg où il étudie le cerveau et le système nerveux avec son ami Theodor Kerckring (de). Sténon est invité à Schwerin quand il devient clair qu'il n'est pas le bienvenu à Hambourg. Il se plonge alors dans l'ascèse et se vêt à la manière des pauvres. Il se déplace dans une simple charrette, exposé à tous les temps. Vivant quatre jours par semaine de pain et de bière, il maigrit beaucoup. Après avoir rempli sa mission, il décide de rejoindre l'Italie. Cependant, la maladie le rattrape, son ventre douloureux gonflant de jour en jour. Il meurt en Allemagne après de grandes souffrances. Son corps est transporté à Florence et inhumé dans la basilique San Lorenzo près des Médicis, ses protecteurs.

## Reconnaissance posthume
Sa vie et son œuvre sont l'objet d'études approfondies, en particulier depuis la fin du XIXe siècle.
Considérant que sa vertu et sa piété étaient remarquables, le pape Jean-Paul II le déclara bienheureux le 23 octobre 1988. Il est célébré par l'Église catholique le 5 décembre.
Un timbre lui a été consacré par le Danemark en 1969 à l'occasion du tricentenaire de ses découvertes.

## Publications
- (la) Observationes anatomicae (1662)
- (la) De musculis et glandulis observationum specimen (1664)
- (la) Elementorum myologiæ specimen, seu musculi descriptio geometrica : cui accedunt Canis Carchariæ dissectum caput, et dissectus piscis ex Canum genere (1667)
- Discours sur l'anatomie du cerveau sur Gallica (1669)[16]
- (la) De solido intra solidum naturaliter contento dissertationis prodromus (1669)
- (la) Nicolai Stenonis ad novae philosophiae reformatorem de vera philosophia epistola, Florentiae, 1675 (lettre à Spinoza)

### Autres publications en ligne
- (la) Ouvrages en latin de Sténon sur Gallica